# Robert de Traz

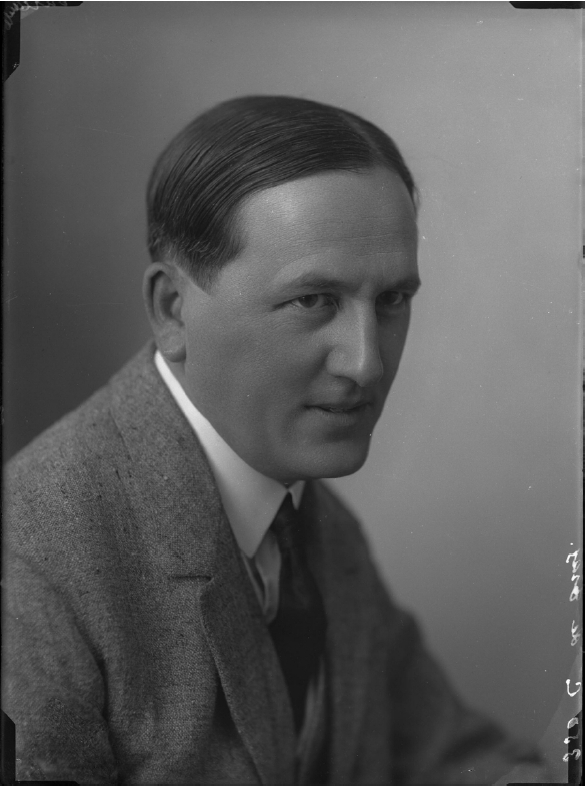
(1924)

Robert de Traz (* 14. Mai 1884 in Paris; † 9. Januar 1951 in Nizza) war ein französischsprachiger Schweizer Schriftsteller.

## Leben
Robert de Traz wurde als Sohn eines Schweizer Vaters und einer französischen Mutter geboren.
Er hatte wesentlichen Anteil am Aufschwung der französischsprachigen Literatur der Schweiz zu Beginn des zwanzigsten Jahrhunderts. 1920 gründete er die Zeitschrift Revue de Genève. Sein europäisch ausgerichteter Helvetismus zeigt sich insbesondere in seinem 1929 erschienenen Essay L’esprit de Genève, der sich auf den Völkerbund (auch Genfer Liga genannt) bezog. De Traz und seine Zeitung verfochten sehr deutlich den Gedanken der Völkerverständigung und Friedenssicherung durch den Völkerbund.

## Werke (Auswahl)
- L’homme dans le rang (1913, dt.: Im Dienst der Waffen)
- Fiançailles (1922, dt.: Brautzeit)
- Alfred de Vigny (1928)
- L’esprit de Genève (1929)
- L’ombre et le soleil (1942, dt.: Schatten und Licht)
- La blessure secrète (1944, dt.: Die geheime Wunde)
- Die Familie Brontë. Eine Biografie. Insel-Verlag, Frankfurt 1993, ISBN 3-458-33248-0

## Notizen
1. ↑  in Google books einsehbar und durchsuchbar

| Personendaten    | Personendaten                         |
| ---------------- | ------------------------------------- |
| NAME             | Traz, Robert de                       |
| KURZBESCHREIBUNG | Schweizer Schriftsteller und Pazifist |
| GEBURTSDATUM     | 14. Mai 1884                          |
| GEBURTSORT       | Paris                                 |
| STERBEDATUM      | 9. Januar 1951                        |
| STERBEORT        | Nizza                                 |